# Medellín y Pigua 1.ª Sección
Medellín y Pigua 1.ª Sección es una localidad del municipio de Centro ubicado en la subregión centro del estado mexicano de Tabasco. Anteriormente formaba parte de la ciudad de Villahermosa hasta que fue desconurbada el 15 de diciembre de 2008.

## Geografía
La localidad de Medellín y Pigua 1.ª Sección se sitúa en las coordenadas geográficas 18°01′45″N 92°54′46″O / 18.02917, -92.91278, a una elevación de 6 metros sobre el nivel del mar.

## Demografía
Según el Conteo de Población y Vivienda 2010, efectuado por el Instituto Nacional de Estadística y Geografía la población de Medellín y Pigua 1.ª Sección era de 529 habitantes, y para 2020 había 352 habitantes, de los cuales 174 son del sexo masculino y 178 del sexo femenino.
| Gráfica de evolución demográfica de Medellín y Pigua 1.ª Sección entre 2010 y 2020 |
|                                                                                    |
| INEGI.                                                                             |